# Жадьківська сільська рада
| Жадьківська сільська рада — колишня адміністративно-територіальна одиниця та орган місцевого самоврядування у Потіївському і Черняхівському районах Малинської, Коростенської і Волинської округ, Київської й Житомирської областей Української РСР та України з адміністративним центром у с. Жадьки. Сільській раді були підпорядковані населені пункти: - с. Жадьки - с. Нераж - с. Нові Жадьки |

## Населення
Відповідно до результатів перепису населення СРСР, кількість населення ради, станом на 12 січня 1989 року, становила 1 072 особи.
Станом на 5 грудня 2001 року, відповідно до перепису населення України, кількість мешканців сільської ради становила 841 особу.

## Склад ради
Рада складалася з 12 депутатів та голови.

## Керівний склад сільської ради
| ПІБ                        | Основні відомості                                                               | Дата обрання | Дата звільнення |
| -------------------------- | ------------------------------------------------------------------------------- | ------------ | --------------- |
| Смолич Валентин Сергійович | Сільський голова, 1948 року народження, освіта, безпартійний                    | 26.03.2006   | 31.10.2010      |
| Дрозд Володимир Васильович | Сільський голова, 1953 року народження, освіта середня спеціальна, безпартійний | 31.10.2010   | 31.05.2013      |

Примітка: таблиця складена за даними джерела

## Історія
Створена 1923 року в складі сіл Жадьки, Осівка, Стовпець (Стовпня), хуторів Отрубний Участок (Отруби) та колоній Жадецька (Жадьківська) і Нова Мар'янівка Горбулівської волості Радомисльського повіту Київської губернії. Станом на вересень 1924 року на обліку числиться х. Березова Гать. 23 вересня 1925 року до складу ради включено с. Мар'янівка Селецької сільської ради. 10 березня 1933 року, відповідно до постанови Президії Київського облвиконкому «Про утворення на терені Потіївського району національної польської Гуто-Потіївської сільради та одної української Вихлянської сільради», села Нова Мар'янівка та Осівка передані до складу новоствореної Вихлянської сільської ради Потіївського району Київської області. На 1 жовтня 1941 року хутори Березова Гать, Отруби та кол. Жадьківська не значаться на обліку населених пунктів. На 1 вересня 1946 року на обліку значиться х. Карла Маркса (згодом — с. Нові Жадьки).
Станом на 1 вересня 1946 року сільська рада входила до складу Потіївського району Житомирської області, на обліку в раді перебували с. Жадьки та хутори Карла Маркса, Мар'янівка та Стовпня.
5 березня 1959 року до складу ради включене с. Нераж ліквідованої Ганнопільської сільської ради Черняхівського району. 29 червня 1960 року с. Мар'янівка об'єднане із с. Жадьки. Станом на 1 березня 1961 року с. Стовпня не значиться на обліку населених пунктів.
На 1 січня 1972 року сільська рада входила до складу Черняхівського району Житомирської області, на обліку в раді перебували села Жадьки, Карла Маркса та Нераж.
Виключена з облікових даних 17 липня 2020 року. Територію та населені пункти ради, відповідно до розпорядження Кабінету Міністрів України № 711-р від 12 червня 2020 року «Про визначення адміністративних центрів та затвердження територій територіальних громад Житомирської області», включено до складу Черняхівської селищної територіальної громади Житомирського району Житомирської області.
Входила до складу Потіївського (7.03.1923 р.) та Черняхівського (21.01.1959 р.) районів.